# Gatineau Power Company
La Gatineau Power Company (La Compagnie d'électricité Gatineau) a été une compagnie de production et de distribution d'électricité de sa fondation en 1926 jusqu'à la deuxième vague de nationalisation de l'électricité au Québec en 1963. Elle opérait au Québec dans la région de l’Outaouais et dans les Laurentides, ainsi qu'au Nouveau-Brunswick près de Saint-Jean.
La compagnie était propriétaire de 12 barrages, et avait une production de 1,69 milliard de kWh avant d'être intégrée dans les opérations d'Hydro-Québec.

## Historique

### Les débuts
Vers la fin du XIXe siècle et au début du XXe siècle, plusieurs entrepreneurs indépendants et des municipalités établissent des réseaux de production et de distribution d'électricité dans la région. Les premiers ouvrages hydrauliques de la région sont créés dans le but de supporter l'industrie forestière naissante.
La Riordon Paper Mills, fondée vers la fin du XIXe siècle, œuvre principalement dans le domaine des pâtes et papiers dans la région. Vers 1909, elle procède à plusieurs acquisitions, et devient la Riordon Paper Company Limited. Elle procède en 1920 à la construction du moulin Kipawa, qui deviendra plus tard la centrale portant le même nom. Une série de mauvais investissements et une baisse du prix du papier à la fin de la première guerre mondiale précipitent la compagnie vers la faillite.

### Consolidation et expansion
En 1925, la International Paper Company de New-York rachète les actifs en faillite de la Riordon et crée la filiale canadienne Canadian International Paper Company (CIP). La CIP fonde la Gatineau Power en 1926 pour exploiter les installations électriques de la défunte Riordon et rachète les droits d'exploitation de la rivière Gatineau.
Entre 1925 et 1929, la Gatineau Power entame son premier principal projet sur la rivière Gatineau : la création d'un réservoir sur le Lac Baskatong et par la suite la construction de trois centrales hydroélectriques. La centrale Paugan, Chelsea et des Rapides Farmers sont alors construites pour 50 millions de dollars et fournissent de l'électricité pour les activités industrielles de la CIP et à la Hydroelectric Power Commission of Ontario.
Au fil des années, la Gatineau Power procède à plusieurs acquisitions dans la production d'électricité, notamment les centrales chaudières (Hull) 1 et 2 en 1926 de la Hull Power and Manufacturing Co. Ltd., de la centrale Saint-Adèle (barrage Doncaster) en 1927 de la Laurentian Hydro et de plusieurs petites centrales.
La compagnie étend ses opérations dans la région, et vers 1941, elle dessert environ 26 000 clients.
En 1958, la Gatineau Power procède à la modernisation de son équipement, en changeant la fréquence du courant de 25 Hertz à 60 Hertz à la demande de la Hydroelectric Power Commission of Ontario. À la veille de la nationalisation de ses opérations, elle dessert plus de 107 000 clients de la région de l’Outaouais et des Laurentides.

### Nationalisation
Vers la fin des années 1950, la compagnie possède des actifs hydroélectriques au Nouveau-Brunswick. Le Gouvernement du Nouveau-Brunswick procède à la nationalisation de son électricité, et la centrale de Grand Falls est expropriée le 1er mai 1959. La compagnie demande alors une somme de 19,6 millions de dollars pour ses actifs et droits au Nouveau-Brunswick, elle obtiendra du gouvernement une somme de 10,2 millions de dollars en 1960 pour ses actifs au Nouveau-Brunswick et ses droits de construction au Maine.
À la suite de la victoire du parti Libéral de Jean-Lesage en 1962, le gouvernement du Québec dépose une offre d'achat pour les actifs de la Gatineau Power ainsi que cinq autres principales compagnies de production et de distribution d'électricité de la province de Québec. En mai 1963, la compagnie passe officiellement sous le giron d'Hydro-Québec.

## Centrales hydroélectriques nationalisées en 1963
- Centrale de Paugan (1928) – 202 MW
- Centrale de Chelsea (1927) – 144 MW
- Centrale Rapides Farmer (1927) – 98 MW
- Centrale de Bryson (1925) – 56 MW
- Centrale de Kipawa (1920) – 17 MW
- Centrale Chaudière No 2 (1920) – 17 MW
- Centrale Chaudière No 1 (1902) – 7,6 MW
- Centrale Chutes-Bell (1915) – 4,8 MW
- Centrale Rapides-du-Corbeau (1926) – 2,0 MW
- Centrale de Rawdon (1927) – 1,7 MW
- Centrale de Ste-Adèle (1924) – 1,3 MW
- Centrale Chutes-Wilson (1924) – 0,9 MW